# Bassus sublevis
Bassus sublevis är en stekelart som först beskrevs av Granger 1949.  Bassus sublevis ingår i släktet Bassus och familjen bracksteklar. Inga underarter finns listade.